# Championnats du monde de descente de canoë-kayak 2004
Navigation
Championnats du monde de descente 2002 Championnats du monde de descente 2006
Les 24es Championnats du monde de descente en canoë-kayak de 2004 se sont tenus à Garmisch, en Allemagne, sous l'égide de la Fédération internationale de canoë.
C'était la troisième fois que la ville de Garmisch accueillait ces championnats, après ceux de 1985 et 1998.

## Podiums

### Course classique

#### K1
| Rang               | Athlète           | Pays     | Temps |
| ------------------ | ----------------- | -------- | ----- |
| Médaille d'or      | Carlo Mercati     | Italie   |       |
| Médaille d'argent  | Robert Knebel     | Tchéquie |       |
| Médaille de bronze | Robert Pontarollo | Italie   |       |

| Rang               | Athlète                                           | Pays     | Temps |
| ------------------ | ------------------------------------------------- | -------- | ----- |
| Médaille d'or      | Robert Knebel Kamil Mruzek David Knebel           | Tchéquie |       |
| Médaille d'argent  | Arnaud Hybois Ronan Tastard Maxime Clérin         | France   |       |
| Médaille de bronze | Robert Pontarollo Carlo Mercati Francesco Arenare | Italie   |       |

| Rang               | Athlète               | Pays      | Temps |
| ------------------ | --------------------- | --------- | ----- |
| Médaille d'or      | Sabine Eichenberger   | Suisse    |       |
| Médaille d'argent  | Anne Blandine Crochet | France    |       |
| Médaille de bronze | Sabine Füsser         | Allemagne |       |

#### C1
| Rang               | Athlète              | Pays      | Temps |
| ------------------ | -------------------- | --------- | ----- |
| Médaille d'or      | Tomislav Hohnjec     | Croatie   |       |
| Médaille d'argent  | Vladi Panato         | Italie    |       |
| Médaille de bronze | Stephan Stiefenhöfer | Allemagne |       |

| Rang               | Athlète                                                | Pays      | Temps |
| ------------------ | ------------------------------------------------------ | --------- | ----- |
| Médaille d'or      | Tomislav Hohnjec Tomislav Lepan Igor Gojic             | Croatie   |       |
| Médaille d'argent  | Harald Marzolof Stéphane Santamaria Guillaume Alzingre | France    |       |
| Médaille de bronze | Stephan Stiefenhöfer Olaf Schwarz Julian Rohn          | Allemagne |       |

#### C2
| Rang               | Athlète                       | Pays      | Temps |
| ------------------ | ----------------------------- | --------- | ----- |
| Médaille d'or      | Vladimir Vala Jaroslav Slucik | Slovaquie |       |
| Médaille d'argent  | Jan Sutek Stefan Grega        | Slovaquie |       |
| Médaille de bronze | Gregor Simon Thomas Haas      | Allemagne |       |

### Course sprint

#### K1
| Rang               | Athlète           | Pays     | Temps |
| ------------------ | ----------------- | -------- | ----- |
| Médaille d'or      | Arnaud Hybois     | France   |       |
| Médaille d'argent  | Robert Pontarollo | Italie   |       |
| Médaille de bronze | Tomas Slovak      | Tchéquie |       |

| Rang               | Athlète               | Pays      | Temps |
| ------------------ | --------------------- | --------- | ----- |
| Médaille d'or      | Anne Blandine Crochet | France    |       |
| Médaille d'argent  | Sabine Füsser         | Allemagne |       |
| Médaille de bronze | Nathalie Gastineau    | France    |       |

#### C1
| Rang               | Athlète              | Pays      | Temps |
| ------------------ | -------------------- | --------- | ----- |
| Médaille d'or      | Harald Marzolf       | France    |       |
| Médaille d'argent  | Vladi Panato         | Italie    |       |
| Médaille de bronze | Stephan Stiefenhöfer | Allemagne |       |

#### C2
| Rang               | Athlète                       | Pays      | Temps |
| ------------------ | ----------------------------- | --------- | ----- |
| Médaille d'or      | Vladimir Vala Jaroslav Slucik | Slovaquie |       |
| Médaille d'argent  | Cyril Leblond David Silotto   | France    |       |
| Médaille de bronze | Lubos Soska Peter Soska       | Slovaquie |       |

## Tableau des médailles
| Rang  | Nation    | Or | Argent | Bronze | Total |
| ----- | --------- | -- | ------ | ------ | ----- |
| 1     | France    | 3  | 4      | 1      | 8     |
| 2     | Slovaquie | 2  | 1      | 1      | 4     |
| 3     | Croatie   | 2  | 0      | 0      | 2     |
| 4     | Italie    | 1  | 3      | 2      | 6     |
| 5     | Tchéquie  | 1  | 1      | 1      | 3     |
| 6     | Suisse    | 1  | 0      | 0      | 1     |
| 7     | Allemagne | 0  | 1      | 5      | 6     |
| Total | Total     | 10 | 10     | 10     | 30    |